# Skippinge Herred
Skippinge Herred var et herred i Holbæk Amt. Herredet hørte i middelalderen under Sjællands Vestersyssel. Det var dengang betydeligt mindre da det kun bestod af Føllenslev-, Særslev sogne i Skippinge Herred, og Vallekilde og Hørve Sogne i Ods Herred. Det blev i 1660 lagt til Kalundborg Amt, der efter forskellige konstellationer af fællesstyre, ved reformen i 1793 blev lagt sammen med de øvrige herreder i Holbæk Amt.
I herredet ligger følgende sogne:
- Aunsø Sogn
- Bjergsted Sogn
- Bregninge Sogn
- Føllenslev Sogn
- Holmstrup Sogn
- Jorløse Sogn
- Sejerø Sogn
- Særslev Sogn
- Viskinge Sogn
- Værslev Sogn